# Diego Demme
Diego Demme (sinh ngày 21 tháng 11 năm 1991) là một cầu thủ bóng đá người Đức  thi đấu ở vị trí tiền vệ phòng ngự cho câu lạc bộ Hertha Berlin ở 2. Bundesliga.

## Sự nghiệp câu lạc bộ

### Arminia Bielefeld
Demme sinh ra tại Herford, Đức và đã bắt đầu chơi bóng đá từ khi còn nhỏ. Anh đã thi đấu cho nhiều đội trẻ khác nhau, bao gồm SpVg Hiddenhausen, SV Sundern, SV Enger-Westerenger và JSG Kirchlengern Stift Quernheim trước khi gia nhập Arminia Bielefeld để bắt đầu sự nghiệp chuyên nghiệp của mình. Năm 2008, Demme đã ký hợp đồng với Arminia Bielefeld.

## Danh hiệu
Napoli
- Serie A: 2022–23
- Coppa Italia: 2019–20[5]